# Sophronica carissae
Sophronica carissae là một loài bọ cánh cứng trong họ Cerambycidae.